# Kollodiummetod
Kollodiummetod är en metod inom botaniken för att påvisa transpiration, eller för att åstadkomma noggranna avtryck av levande eller döda (till exempel fossila) växters yta. Låter man en droppe kollodium torka in på undersidan av ett blad och undersöker den avdragna hinnan med mikroskopet, så visar den oklara fläckar på de ställen, där transpiration försiggått (vid klyvöppningarna). Hinnan visar tydliga avtryck, utom av klyvöppningar och ärr efter hår, av de finaste skulpturdetaljer på epidermis yta, och man kan genom denna metod få kännedom om den inre byggnaden av förkolnade eller fossiliserade växter eller av växter, av vilka endast avtryck finns bevarade (till exempel i kalktuff).